# Riserva naturale di Hazar
La riserva naturale di Hazar (in turkmeno Hazar goraghanasy) è un'area protetta (zapovednik) del Turkmenistan. È situata poco a sud-est di Türkmenbaşy, una città portuale di oltre 80.000 abitanti. La raffinazione del petrolio svolge un ruolo importante nell'economia locale. Anche le infrastrutture correlate ai trasporti sono ben sviluppate. La riserva era nota precedentemente (dal 1968 al 1994) come riserva naturale di Krasnovodsk. Nel 1994 è entrata a far parte di essa anche la grande isola di Ogurja, già santuario naturale. Dal 16 marzo 2009 figura tra i siti candidati a patrimonio dell'umanità.

## Geografia
La riserva naturale di Hazar copre una superficie totale di 268.037 ettari, suddivisi tra la riserva vera e propria (261.037 ettari), a sua volta suddivisa in due settori, quello di Hazar (191.337 ettari) e quello di Esenguly (69.700 ettari), e il santuario di Ogurja Ada (7000 ettari). È costituita da un gruppo di aree protette situate lungo la costa sud-orientale del mar Caspio, all'estremità occidentale del Turkmenistan, nella provincia di Balkan; comprende l'intera superficie delle baie di Türkmenbaşy e di Nord Cheleken, una zona cuscinetto di paludi salate che le circonda, l'istmo di terra di Nord Cheleken, le isole nella baia di Mikhailov e l'isola di Dag Ada nell'angolo nord-orientale della baia di Türkmenbaşy. La profondità delle baie è più o meno variabile a seconda della zona. Su queste insenature si affaccia un litorale sabbioso e ricoperto da conchiglie e vi sorgono diverse isole, ricoperte da alofite e circondate da paludi costiere. La più grande di esse è Dag Ada, che occupa una superficie di 120 ettari. Il clima è continentale e presenta una notevole escursione termica, sia giornaliera che stagionale, e precipitazioni scarse (100-120 mm annui). La temperatura media annuale è di 15,8 °C, mentre la media di luglio è di 28 °C e quella di gennaio di -4 °C; tuttavia, le temperature variano da un massimo di 47 °C a un minimo di -21 °C. L'area è libera dal gelo per 240-270 giorni all'anno. I venti, che soffiano prevalentemente da nord-ovest, portano un po' di refrigerio in estate e gelate in inverno. I venti sud-orientali portano aria calda in inverno e temperature torride in estate.

## Flora
La regione è dominata da quattro tipi di piante acquatiche, la Vallisneria, l'Ambrosia artemisiifolia, la Potamogeton e l'Arabis, presenti su suoli sabbiosi fino a profondità di 4-5 m. Le acque delle baie presentano una grande diversità di alghe, tra cui 28 specie di alghe verdi, 11 specie di alghe rosse e una specie di alga bruna, che si accumulano lungo la costa fino a profondità di 6 m. Altre centinaia di specie di alghe microscopiche, perlopiù diatomee, cianobatteri, dinoflagellati e alghe verdi, si possono trovare tra il plancton e il benthos.

## Fauna
L'importanza internazionale della riserva risiede nel fatto che le sue acque costiere e il suo litorale costituiscono un punto di rifornimento e di sosta durante le migrazioni e un sito di svernamento per milioni di uccelli acquatici provenienti da un gran numero di paesi dell'Eurasia e dell'Africa. Le rotte migratorie provenienti dall'Asia centrale e dall'Africa orientale convergono nella parte turkmena del mar Caspio, e di conseguenza la riserva ospita un gran numero di specie, sia di passo che svernanti.
Il sito è riconosciuto come Important Bird Area (IBA) e si trova lungo una delle più importanti rotte migratorie per gli uccelli acquatici che nidificano in Siberia occidentale, in Kazakistan e in altre regioni dell'Asia centrale e costituisce un prezioso scalo e luogo di svernamento. Nel XX secolo è stato stimato che ogni anno passassero lungo la costa orientale del Caspio tra i 5 e gli 8 milioni di uccelli acquatici e che svernassero nel luogo suddetto fino a 800.000 esemplari. Tra il 1971 e il 2005 il numero di uccelli acquatici (oche, cigni, anatre e folaghe comuni) censito nel sito è stato di 22.409-568.530 (media 171.785) in novembre e di 47.654-688.471 (media 215.088) in gennaio. Il numero di uccelli migratori e svernanti varia di anno in anno. Le specie dominanti sono la folaga comune (Fulica atra; fino a 48.000 esemplari), l'alzavola comune (Anas crecca; fino a 27.000 esemplari), il germano reale (A. platyrhynchos; fino a 21.000 esemplari), il fistione turco (Netta rufina; fino a 50.000 esemplari), il moriglione eurasiatico (Aythya ferina; fino a 33.000 esemplari), la moretta eurasiatica (A. fuligula; fino a 20.000 esemplari) e, in alcuni anni, anche il cigno reale (Cygnus olor) e il cigno selvatico (C cygnus). In inverno possono sostare qui anche più di 25.000 individui di fenicottero maggiore (Phoenicopterus roseus). Nella riserva sono state censite 296 specie di uccelli, tra cui 138 di uccelli acquatici.
Nelle acque della riserva vive anche un gran numero di specie minacciate di estinzione, come la foca del Caspio (Pusa caspica), la lampreda del Caspio (Caspiomyzon wagneri), lo storione tozzo (Acipenser nudiventris), lo storione stellato (Acipenser stellatus), lo storione danubiano (Acipenser gueldenstaedtii), lo storione attilo (Huso huso) e il bieloribitza (Stenodus leucichthys).